# Бенари, Карл Альберт Агатон
Карл Альберт Агатон Бенари (1807—1860) — немецкий филолог. 

## Биография
Родился в Касселе 17 января 1807 года. Был третьим сыном еврейского банкира Саломона Леви (1770—1828), который взял фамилию Бенари в 1808 году. Старший брат Агатона — Франц Фердинанд Бенари.
Агатон Бенари учился в средней школе в Гёттингене, позже в Эрфурте, окончив которую стал изучать в 1824 году классическую филологию в Геттингенском университете. Учился также в Галльском университетех. Получил степень доктора философии за диссертацию об «Освобожденном Прометее». Заняв впоследствии место учителя гимназии в Берлине, Бенари совместно с братом продолжал заниматься филологией под руководством известного лингвиста Франца Боппа.
С 1833 года до самой смерти Агатон Бенари состоял преподавателем берлинского «Cölnisches Realgymnasium» и в то же время с 1839 года читал в качестве приват-доцента лекции в университете.
Бенари был одним из первых лингвистов, применивших методы сравнительной грамматики к изучению латинского и греческого языков. Его труд «Die römische Lautlehre sprachvergleichend dargestellt» (Т. 1, Берлин, 1837) остался незаконченным. Целый ряд очерков Бенари появился в берлинских «Jahrbücher für wissenschaftliche Kritik» и в издании Куна, «Zeitschrift für vergleichende Sprachforschung».
В 1848 году Бенари примкнул к либеральной партии.
Подобно старшему своему брату, Бенари принял христианство.
Умер в 1860 году. После его смерти сын Виктор в 1868 году учредил Фонд Агатона Бенари, который каждый год платил за обучение пяти нуждающимся ученикам «Cölnisches Realgymnasium». Внук Агатона Бернари — офицер и писатель Альберт Агатон Бенари (1881—1963).